# Apayao
Apayao ([apaˈʝao]; en filipino: Apayaw) es una provincia en la región de La Cordillera en Filipinas. Su cabecera es Kabugao.

## Demografía
El ilocano y el apayao son los idiomas principales de la provincia. Durante los tres siglos de gobernación española los misioneros intentaban convertir a los habitantes al cristianismo católico, pero tales esfuerzos son vanos debido a la resistencia de la gente y el terreno montañoso de la provincia.

## Localidades
Forman esta provincia  113 barangayes repartidos entre sus seis localidades.
| Localidad       | N.º de Barangayes | Población (2010) | Área (km²) | Código    |
| --------------- | ----------------- | ---------------- | ---------- | --------- |
| Calanasán Bayag | 18                | 11.568           | 1256,15    | 148101000 |
| Conner          | 21                | 24.811           | 694,30     | 148102000 |
| Flora           | 16                | 16.743           | 324,40     | 148103000 |
| Kabugao         | 21                | 16.170           | 935,12     | 148104000 |
| Luna Macatel    | 22                | 18.029           | 606,04     | 148104000 |
| Pudtol          | 22                | 13.305           | 401,02     | 148105000 |
| Santa Marcela   | 13/               | 12.010           | 196,32     | 148106000 |

## Historia
Durante el período español la Comandancia de Apayao pertenecía a la provincia de Cagayán.
La provincia de La Montaña fue creada durante la ocupación estadounidense. Quedó entonces dividida en siete subprovincias, a saber:
Apayao, Amburayán, Benguet, Bóntoc, Ifugao,  Kalinga y Lepanto.
En 1920, Benguet incorpora los territorios de Amburayan y Lepanto.
El 18 de junio de 1966, la provincia de La Montaña fue dividida en cuatro provincias de la región de Ilocos:
Benguet,  La Montaña, * Kalinga - Apayao e Ifugao.
El 15 de julio de 1987, se estableció la Región Administrativa de la Cordillera, pasando la provincia de Apayao a formar parte de la misma.

### La subprovincia
Desde La Cordillera, en la frontera occidental, la subprovincia de Apayao inclina hacia el este, hacia el valle del Río Cagayán.
En la parte oriental discurren los ríos Tauit y Abulug en un terreno cubierto por pantanos de nipa, salpicado por colinas.
El río más importante es que el Abulug, hace una notable curva, a partir de las cabeceras del río Apayao en el noroeste, pasando luego al sudeste de Kabugao dónde hace una curva hacia el nordeste hasta el mar. Otros ríos son  Talifugo,  Matalak y  Sinundungan.
Esta subprovincia, con una extensión superficial de 4.898 km², tenía 5 municipios, 60 asentamientos y 136 rancherías, habitados por 11.123 personas.
Los municipios eran Bayag, Conner,  Langangan, Tabit y su capital Kabugao.
Hoy Langangan pertenece a la provincia de Cagayán con el nombre de Santa Práxedes.